# Семідрожиці
Семідрожиці (пол. Siemidrożyce, нім. Schöbekirch) — село в Польщі, у гміні Костомлоти Сьредського повіту Нижньосілезького воєводства.
Населення — 100 осіб (2011).
У 1975-1998 роках село належало до Вроцлавського воєводства.

## Демографія
Демографічна структура станом на 31 березня 2011 року:
|          | Загалом | Допрацездатний вік | Працездатний вік | Постпрацездатний вік |
| -------- | ------- | ------------------ | ---------------- | -------------------- |
| Чоловіки | 54      | 20                 | 29               | 5                    |
| Жінки    | 46      | 11                 | 25               | 10                   |
| Разом    | 100     | 31                 | 54               | 15                   |